# Beretta M9
La Beretta M9 es una pistola 9×19mm Parabellum adoptada por las fuerzas armadas de los Estados Unidos en 1985 para su uso como "pistola de servicio" por parte de los oficiales y suboficiales. Es esencialmente una versión militar de la pistola semi automática Beretta 92FS.
La 92FS ganó una competición en la década de 1980 para reemplazar la M1911A1 como el arma secundaria principal del ejército de los Estados Unidos, superando a muchos otros contendientes, y derrotando solo por poco a la SIG Sauer P226 por razones de coste.
Entró oficialmente en servicio en 1990. Algunos otros modelos se han adoptado en menor medida, a saber, la pistola M11, y otros modelos permanecen en uso en ciertos nichos.
La M9 estaba programada para ser reemplazada bajo un programa del ejército de Estados Unidos, el Future Handgun System (FHS), que se fusionó con el programa SOF Combat Pistol para crear el Joint Combat Pistol (JCP). Luego el JCC pasó a llamarse Combat Pistol (CP), y la cantidad de pistolas que se compraron se redujo drásticamente.
El Ejército, la Marina, la Fuerza Aérea y el Cuerpo de Marines de EE. UU. están reemplazando la M9 con la SIG Sauer M17 y M18.